# Der Dekan
Der Dekan. Aus Spencer C. Spencers hinterlassenen Papieren. Gesammelt und herausgegeben von Dr. Elizabeth Ney, Bibliothekarin am Humanities Research Center, The University of Texas at Austin ist ein Roman von Lars Gustafsson. Die schwedische Ausgabe erschien erstmals unter dem Titel Dekanen im Jahr 2003, die deutsche Übersetzung von Verena Reichel 2004 im Carl Hanser Verlag unter der ISBN 3-446-20530-6. Der Verlag bezeichnete das Werk als einen philosophischen Thriller über das Böse.

## Inhalt

### Rahmenhandlung
Wie schon in Der Tod eines Bienenzüchters gibt Gustafsson vor, dass die Aufschriebe des eigentlichen Erzählers nach dessen mutmaßlichem, aber nicht bestätigten Tod von einer dritten Person herausgegeben worden sind. Spencer C. Spencer, einst Dozent, später außerordentlicher Dekan an der University of Texas, hat an einem „hektischen Nachmittag“, über den nichts Näheres berichtet wird, seine Bankkonten geleert und sich in ein Motel in der Chihuahua-Wüste zurückgezogen, wo er unter dem Vorwand, geologische Forschungen zu betreiben, offenbar unter falschem Namen lebt. Hier verfasst er ein Manuskript über die zurückliegenden Jahre, das er zunächst im Sekretär seines Zimmers verwahrt, das jedoch später unter dem Reserverad seines verlassenen Wagens gefunden wird – durch Feuchtigkeitsschäden zum Teil unleserlich geworden und, wie Gustafsson die fiktive Herausgeberin im Juni 2002 vermuten lässt, auch von vornherein unvollständig. Spencer selbst bleibt verschwunden. Der Roman ist also als Fragment angelegt und stellt den Leser bewusst vor Leerstellen.

### Spencers Bericht
Spencer C. Spencer hat, als er den Dekan Paul Chapman kennenlernt, bereits vier Jahre an der Universität in Austin unterrichtet. Er ist von Haus aus Philosoph, gibt jedoch auch Kurse über Schreiben und Literatur. Eines Tages wird er zum Dekan gerufen, der ihm das Angebot macht, als außerordentlicher Dekan zu arbeiten – eine glanzvolle Stelle, die Spencer, von dem Angebot überrumpelt, annimmt, obwohl er vorher nie an eine solche Umorientierung gedacht hat. Schon in dem kurzen Gespräch in Chapmans Büro wird deutlich, dass er von nun an zwei Rollen zu spielen hat: Einerseits sind die Dekanatsaufgaben zu erledigen, andererseits wird er zum jederzeit verfügbaren Zuhörer und Gesprächspartner für den Dekan. Dies wird schon in dem ersten Gespräch zwischen den beiden deutlich. Chapman geht auf Spencers Condillac-Forschungen ein und entwirft ein Gegenbild. Während Condillac das Bild einer Statue erdacht hat, die nach und nach mit Sinneswahrnehmungen ausgestattet wird und immer differenziertere Begriffe von sich und der Welt gewinnt, denkt Chapman an eine Figur, die nach und nach reduziert wird, bis sie sich ein bloßer Duft nicht mehr von der sie umgebenden Welt unterscheidet. Spencer findet diese Vorstellung melancholisch, ohne zu ahnen, dass ihm ein ähnliches Schicksal bevorsteht. Im Verlauf des Gesprächs fällt die Aussage, er sei eigentlich Atheist, was dem Dekan offenbar gefällt.

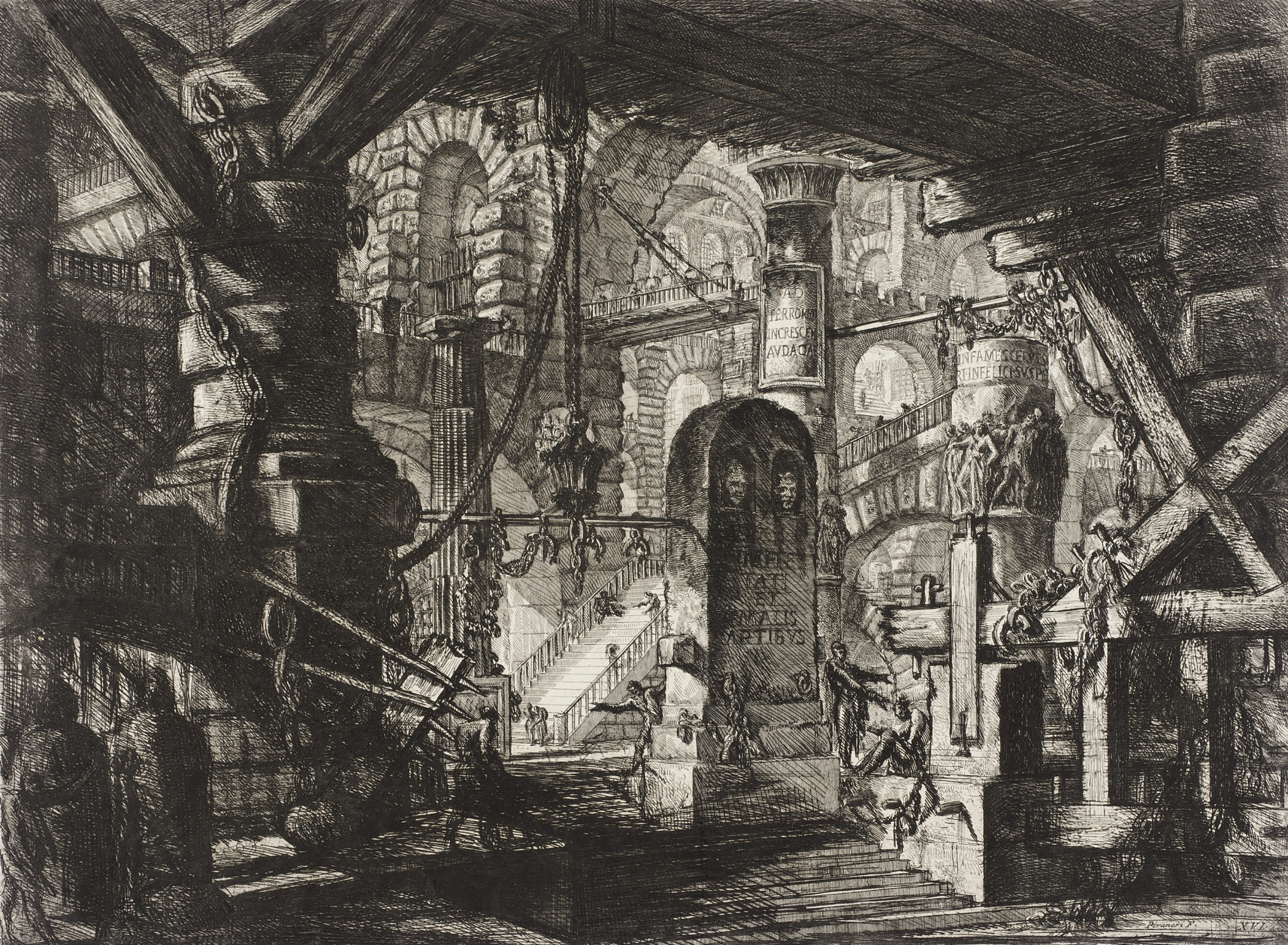
Aus Piranesis Zyklus Carceri d’ Invenzione

Nachdem Spencer sein Aufgabenfeld gewechselt hat, liegt ihm daran, sich über die Person seines Vorgesetzten ein Bild zu machen. In dessen geräumigem und sonnigem Büro ist ihm zunächst der Wandschmuck ins Auge gesprungen – auffallend gute Abzüge von Piranesis „Gefängnissen“, den Carceri d’Invenzione. Auch der Rest der Ausstattung ist gediegen und Professor Chapman selbst, wie stets im tadellosen Anzug, trägt eine Krawatte vom King’s College in Cambridge.
Der Dekan, Sohn eines Fußballtrainers, hat ein bewegtes Leben hinter sich. Vor die Entscheidung gestellt, in den Vietnamkrieg zu gehen oder den Rest seines Lebens als Deserteur im neutralen Schweden zu verbringen, hat er sich für den Krieg entschieden, brachte es bis zum Hauptmann und trug bei einer Verletzung durch Granatsplitter eine Querschnittlähmung davon. Diese hindert ihn allerdings nicht, unverhofft überall in der Stadt und der Gesellschaft aufzutauchen. Über sein Privatleben erfährt Spencer nicht viel, doch offenkundig kennt Chapman zahlreiche einflussreiche Menschen und hat viele Bewunderer. In der Universität kann er seinen Willen und seine Etatwünsche stets durchsetzen und hat große Autorität; außerhalb des Universitätslebens fallen besonders seine donnerstäglichen Besuche in einer Buchhandlung auf, in der ein heterogener Kreis von Menschen sich trifft und Experimente mit Fliegenpilzen macht. Einige Mitglieder dieser Gruppe sind anscheinend, wie auch Chapman, Vietnamveteranen und haben möglicherweise auch andere Drogenerfahrungen. Ziel dieser Versuche ist offenbar die Verbindung mit der „Unterwelt“.
Spencer versucht Informationen über Chapman von dessen vier Sekretärinnen zu erfahren. Doch nur mit zweien, Susan und Gertrude, tritt Spencer in nähere Beziehungen ein. Susan ist eine eher unkomplizierte Frau, die ihm die eine oder andere Information übermittelt, Gertrude dagegen, eine äußerlich kühl und reserviert auftretende Schönheit, lässt sich auch in einer intimen Situation nichts entlocken. Sie scheint mit dem Dekan in enger Beziehung zu stehen und behandelt Spencer am Tag nach der Liebesnacht, als sei nichts geschehen.
Eine weitere Frau, die mit Chapman in Verbindung steht, ist die Studentin Mary Elizabeth. Sie ist zunächst, wenn auch unregelmäßig, in einem von Spencers Seminaren erschienen und hat sich dann auch in den Sprechstunden Rat bei ihm geholt. Mary Elizabeth möchte in einer Erzählung den Faust-Stoff neu bearbeiten und gerät mit Spencer in eine Debatte über die Hauptperson dieses Werks. Nachdem die beiden festgestellt haben, dass Faust eigentlich eine höchst mittelmäßige, im Grunde „leere“ Seele hat, beschließen sie, ihn in dieser Neufassung als zunächst erfolglosen Fußballtrainer erscheinen zu lassen. Schwieriger erscheint ihnen die Gestaltung des Mephisto, zumal der Gedanke aufkommt, ihn durch eine weibliche Versucherin zu ersetzen.
Mary Elizabeth ist nicht nur an der Universität tätig, sondern arbeitet auch in der erwähnten Buchhandlung. Eines Nachmittags schickt der Dekan Spencer in die Buchhandlung, um sich dort ein Buch zu beschaffen, von dem Chapman meint, er solle es lesen. Es handelt sich um ein Werk einer verschollenen Lokalgröße, des Schriftstellers Anthony Travis Winnicott. Chapman hat Spencer in den Laden geschickt, damit er sich das Buch „Die Pilzgöttin und ihre Söhne“ holt, das offenbar mit dem in seinen Kreisen betriebenen Schamanismus zu tun hat. Doch auch der Titel „Die Karten zerfallen in der Feuchtigkeit“ wird im Verkaufsgespräch erwähnt. Dieser Titel taucht später wieder im Mund des Dekans auf, als er von seinen Einsätzen in Vietnam und den im dortigen Klima zerfallenden, durch Schimmelbildung neue „Landschaften“ zeigenden und damit Desorientierung hervorrufenden Landkarten erzählt. Ein weiterer Titel Winnicotts, „Geh leise! Sprich nicht mit den Fliegen!“, scheint in seinem Titel nicht nur auf die Fliegenphobie des Dekans hinzuweisen, die er vielleicht aus Vietnam mitgebracht hat, sondern handelt auch, wie Piranesis Carceri von der Gefangenschaft durch Illusion. Mary Elizabeth weist Spencer noch auf ein weiteres Werk Winnicotts hin, in dem es um einen Geheimagenten geht, der sich ins Umfeld eines islamischen Diktators einschleichen soll, dessen rechte Hand werden und ihn schließlich ermorden soll. Den Auftrag dazu erhält er in einer Bibliothek. Gewisse Parallelen zu dem Einstellungsgespräch Spencers bei Chapman und zu seiner weiteren Arbeit tun sich auf. Angedeutet wird, dass die Bücher nicht von dem verschwundenen Winnicott, sondern von Chapman selbst geschrieben sein könnten.
Mary Elizabeth hat die Eigenheit, immer wieder über längere Zeitabschnitte zu verschwinden. Einmal verliert Spencer sie für drei Jahre aus den Augen und findet sie zufällig an einer Bushaltestelle wieder, als sie gerade eine Krise durchzumachen scheint. Er nimmt sie mit nach Hause, und sie wird zu seiner Geliebten. Doch bald darauf verliert er sie an seinen Cousin Derek Spencer, der es in der IT-Branche zu einem Millionenvermögen gebracht hat. Der offenbar allwissende Dekan spricht Spencer eines Tages auf die Situation an:
Aber, fügte er ganz überraschend hinzu. Da wir gerade von de Sade sprechen, wollte ich Sie fragen, ob Sie Ihre Freundin immer noch mit diesem Cousin teilen.
Ich war, gelinde gesagt, perplex. Mir war schleierhaft, wie er über meine privaten Verhältnisse so viel wissen oder überhaupt eine Ahnung davon haben konnte. Oder, wenn man so will, Mißverhältnisse. Wer konnte getratscht haben?
- Ich glaube schon, antwortete ich.
Im selben Moment wurde ich mir natürlich meiner Dummheit bewußt. Warum sollte ich verpflichtet sein, auf eine solche Frage zu antworten? Warum antwortete ich nicht einfach ganz höflich, ich hätte nicht den leisesten Schimmer, wovon der Dekan spreche. Doch er fuhr fort, ebenso ruhig dozierend, wie er angefangen hatte:
- Eins dürfen wir nicht vergessen. Wir leben in einer vollkommen amoralischen Zeit.
Im Verlauf des Gesprächs macht Chapman, nicht zum ersten Mal, deutlich, dass er die Welt für schlecht und das Böse für gegeben hält. Im Diesseits würden Verbrechen entweder gar nicht oder nur in lächerlichem Verhältnis zur Schwere der Tat bestraft. Als Beispiel führt er unter anderem Hitler an, dessen Selbstmord im Vergleich zu dem Unheil, das dieser Mann über die Welt gebracht habe, nicht ins Gewicht falle. Im Grunde sei eine andere Welt notwendig als die vorhandene. Spencer, der immer noch verwirrt durch Chapmans Kenntnisse über sein Privatleben ist,
kann Chapmans spekulativen Gedankengängen kaum folgen. Doch den Appell am Schluss des Gesprächs überhört er nicht: Wenn ihn die Eifersucht wirklich so quäle und ihm an dem Mädchen etwas liege, solle er sich seinen Cousin „vorknöpfen“.
Bei einem gemeinsamen Angelausflug macht der Dekan Spencer das Angebot, ihm in dieser Angelegenheit zu helfen, allerdings unter der Bedingung, dass Spencer ihm selbst einen ähnlichen Gefallen tue, über die Sache werde anschließend nie wieder geredet.
Zu diesem Zeitpunkt wird der Dekan durch einen Besucher beunruhigt, der unverhofft an der Universität aufgetaucht ist. Er nennt sich Douglas Melvin Smith und behauptet, Chapman aus der Zeit in Vietnam zu kennen. Er will ihn für ein Buchprojekt über den Umgang mit der Wahrheit im Vietnamkrieg interviewen. Chapman jedoch legt keinerlei Wert auf diesen Kontakt.

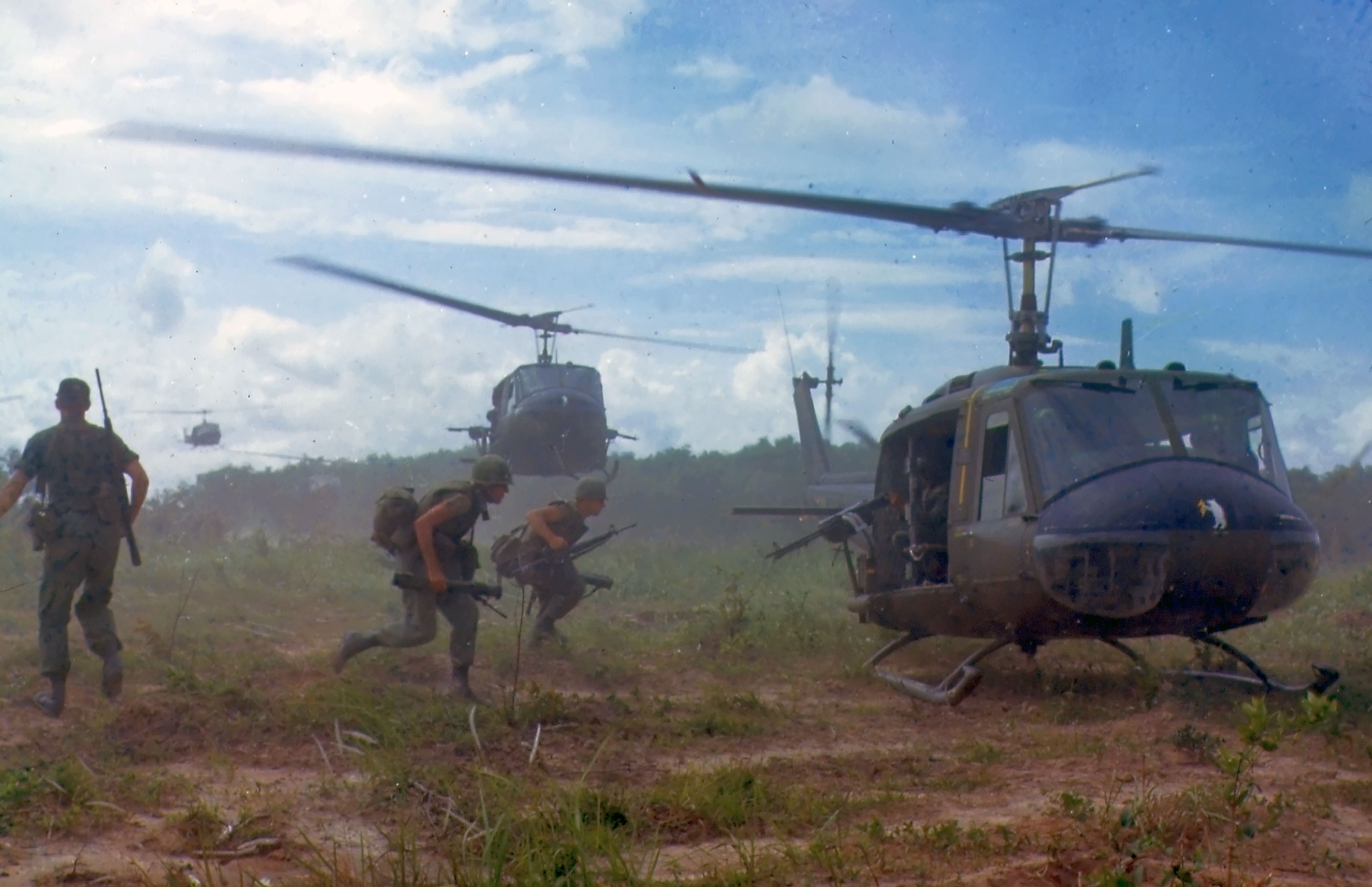
Helikopter in Vietnam, 1966

Er hat Spencer einmal erzählt, wie es zu seiner Verwundung kam: Das Geschwader war auf einer angeblich unbedrohten Lichtung gelandet, doch im Dschungel entdeckten die Männer dann die niedergemetzelte Bevölkerung eines ganzen Dorfes. Jemand musste also dem Bataillon zuvorgekommen sein. Außerdem war offensichtlich der Plan, in der Lichtung zu landen, verraten worden: Beim Versuch, sich einen Überblick von der Lage zu verschaffen, wurde Chapman beschossen und sein Rückenmark verletzt. Er schwor sich, den Verräter zu bestrafen, falls er seiner jemals habhaft werden sollte. Zufällig entdeckte er ihn als er noch in Vietnam im Lazarett lag und hat ihn zusammen mit einem Freund „eliminiert“. Offenbar weiß Smith von dieser Sache und könnte Chapman gefährlich werden.
Spencers lückenhaften Aufzeichnungen ist nicht zu entnehmen, was nach dem Gespräch am Fluss im Einzelnen geschehen ist, doch vermutlich hat er seinem Vorgesetzten den Gefallen getan und Smith beseitigt – sofern jedenfalls jener Fremde am Fluss, der gegenüber der von Chapman bevorzugten Stelle Karpfen zu fangen pflegte, überhaupt mit Smith identisch ist. Spencer hat sich mit einem Gewehr mit Zielfernrohr „des Problems angenommen“.
Inzwischen ist Derek spurlos verschwunden, was lange nicht weiter auffällt, da Derek stets von einer Sitzung oder Filiale zur anderen gereist ist, überall erst im letzten Augenblick eingetroffen und eigentlich nie wirklich zu orten war. Mary Elizabeth scheint kommentarlos zu Spencer zurückgekehrt zu sein.
Diesen beiden mutmaßlichen Morden dürfte schon einige Zeit früher ein dritter vorangegangen sein. Als Chapman sich von einem neuen Verwaltungsbeamten missachtet und seine Etatwünsche nicht berücksichtigt sah, schickte er ihm über Spencer einen Brief, dessen Inhalt nicht bekannt ist. Zwei Tage später hatte der Adressat sich erhängt und die Stelle wurde neu ausgeschrieben.
Warum Spencer sich schließlich in die Wüste zurückgezogen hat und dort inkognito lebt, erfährt man nicht in Einzelheiten. Er reflektiert:
Und das alles, um dem Dekan zu gefallen. Aber dann konnte ich es nicht mehr ertragen. Daß der Dekan alles wußte. Daß er händereibend in seinem Rollstuhl saß und sich darüber freute, alles zu wissen. Nicht nur über mich, sondern über alle Menschen, über den Verwaltungsdirektor, über den Rektor, über die anderen Dekane, über seine Sekretärinnen – über alle. Alle, sage ich! So jemand darf es einfach nicht geben! Das muß doch jeder verstehen.
Nachdem er hier einen weiteren Mord einzugestehen scheint, dekonstruiert Spencer dieses Verständnis des Textes sofort wieder.
Ich habe die Lösung gefunden […] Es ist eigentlich sehr einfach:
Kein Spencer Spencer hat einen anderen Menschen getötet. Niemals.
Und schon gar nicht den Dekan.
Und wird es auch nicht tun.
Und zwar aus einem ganz einfachen Grund.
Auf den ich gerade gekommen bin. Ich allein.
Ich bin nicht Spencer Spencer.
Eine Person wie Spencer Spencer hat es nie gegeben. Eine solche Person kann es einfach nicht geben. Und folglich existiert sie auch nicht.

## Motive

### Macht und Nichts
Spencers „Lösung“ am Schluss seines Berichts, die den Leser recht ratlos zurücklässt, scheint auf ein Problem anzuspielen, das im Verlauf des Romans immer wieder vom Dekan aufgegriffen wird, die Frage, was es eigentlich geben kann und was nicht und was sich unserer Wahrnehmung und Forschung entzieht.
Den Grundstein zu dieser Überlegung scheinen bei Chapman die Gespräche gelegt zu haben, die er als junger Mann im Alter zwischen sechzehn und achtzehn Jahren mit seinem Onkel Ingram geführt hat. Ingram war in einer psychiatrischen Anstalt interniert, galt aber als physisch harmlos und durfte mit seinem Neffen spazieren gehen. Dabei machte er ihn mit der Geschichte der Zahl Null bekannt, die in Gestalt der arabischen „Sifr“ in die Mathematik eingeführt wurde und diese revolutionierte. Die Null, so belehrte Ingram den jungen Paul Chapman, repräsentiere etwas, das einerseits nicht vorhanden, andererseits aber unentbehrlich sei – woraufhin er die Aussage des Fredegesius von Tours zitierte:
Videtur mihi nihil aliquid esse. – Mir scheint, Nichts ist irgend etwas.
Von diesem Ansatz aus machte Ingram seinen Neffen mit den Vorstellungen der verschiedenen Epochen vom Vakuum vertraut, um ihn schließlich geradezu in die Aporie zu führen:
Ja, sagte Ingram, dem es mittlerweile offenbar völlig gleich war, ob ich seinem Räsonnement folgen konnte oder nicht, man müsse ernsthaft in Frage stellen, ob die Welt überhaupt dafür konstruiert sei, um vom Menschen verstanden zu werden […] Das Dämonische, das etwas Abschreckende an der wahren Naturwissenschaft sei, daß sie dunkel die Ahnung von einer Welt vermittle, mit der wir nicht das mindeste zu schaffen hätten, die zu begreifen unserem Verstand nicht gegeben sei, von einer Welt vor allem, die absolut nicht zu unserem Besten eingerichtet sei.
In diesem Sinne, fügte mein brillanter Verwandter hinzu, / sei natürlich die Physik, und besonders die Elektrophysik, als eine dämonische Wissenschaft zu betrachten.
Ingram tritt noch in einer etwas späteren Lebensphase Chapmans auf. Er erscheint ihm, als er im Morphinrausch im Lazarettzelt in Vietnam liegt. Die Szene erinnert an den Teufelsauftritt in Thomas Manns Doktor Faustus. Hier wie dort sitzt die Erscheinung zeitweise mit übereinandergeschlagenen Beinen und spricht mit geschulter, kultivierter und ungemein wandlungsfähiger Stimme und macht ihren Gesprächspartner darauf aufmerksam, dass sie nur existiere, weil dieser Gesprächspartner sie selber in seinem Gehirn „mache“. Das Phantom des Onkels, das im Gegensatz zu dem Stuhl, auf dem es sitzt, keinen Schatten auf die Zeltwand wirft, unterhält sich mit dem Neffen, ohne dass dies für die Umgebung wahrnehmbar wäre, zunächst über das Wesen der Zeit. Zeit, so belehrt er ihn, existiere gar nicht und die Schöpfung sei eigentlich nur eine entsetzliche Unordnung – was der Schöpfer absichtlich so angelegt habe, um gegenüber den Forschern seine Spuren zu verwischen. Mit Raum, mit der gesamten Welt sei es im Grunde nicht anders:
Stell dir vor, wenn diese materielle Welt, auf die ihr so stolz seid, nur ein Mißverständnis wäre.
Nachdem er so das Wirklichkeitsverständnis seines Neffen in Frage gestellt hat, spielt Onkel Ingram selbst auf seine mephistophelische Rolle an:
Warum, meinst du, bin ich hier? Warum dieses persönliche Interesse für einen Hauptmann, der nicht starb? Glaubst du, ich wäre darauf aus, etwas zu holen? Deine unsterbliche Seele vielleicht? Woher weißt du, dass sie unsterblich ist? /
Und wenn sie es nun wäre, was meinst du, würde ich damit anfangen? Man muss doch nicht immer geschäftlich unterwegs sein?
Du hast dich möglicherweise nie gefragt, warum Mephisto sich für eine so offensichtlich seichte und belanglose Seele interessiert wie die von Faust? Ist so ein verdrießlicher kleiner Libertin wirklich zu etwas zu gebrauchen? Und wo sollte Mephisto ihn hintun? In eine Flasche? Als Meeresleuchten vielleicht, um nachts die Kajüte zu erhellen, wenn man nach dem Löffel und der Flasche mit der Hustenmedizin sucht?
Das Gespräch nimmt dann eine andere Wendung, als der Onkel den Neffen dazu auffordert, sich Rechenschaft über seine Kriegsteilnahme abzulegen. Er weist ihm nach, dass er diese „böse“ Alternative durchaus freiwillig gewählt und in gewissen Momenten auch Freude am Bösen gehabt hat.
Angeblich hat Ingram in diesen Morphiumgesprächen seinem Neffen noch weitere Aufschlüsse gegeben, doch weigert sich Chapman, diese Dinge jemals zu wiederholen. Jedenfalls hat er ihn dazu gebracht, das Verständnis von Wirklichkeit zu hinterfragen.
Jahrzehnte später bringt Chapman im Gespräch mit Spencer die Frage der Existenz und des Wesens des Teufels, die schon in dieser Halluzination Thema gewesen ist, zur Sprache. Er protestiert gegen die Umkehrung des ontologischen Gottesbeweises des Anselm von Canterbury: Wenn ein Wesen, das nicht existiert, weniger vollkommen ist als eines, das existiert, und wenn der Teufel als das unvollkommenste Wesen anzusehen ist, kann man daraus folgern, dass er nicht existieren kann. Verärgert fragt der Dekan nach, wie man eigentlich darauf verfallen könne, den Teufel als unvollkommen anzusehen:
Wenn es eine wirklich böse Macht in der Welt gab, bestand dann tatsächlich ein Grund zu der Vermutung, daß sie unvollkommen war? Sprach nicht eher das meiste dafür, daß sie, wenn nicht vollkommen, so doch zumindest auf dem Weg zur Vollkommenheit war?

### Die Natur
Der Vorstellung vom Vorhandensein und dem Erfolg des Bösen in der Welt entspricht auch das Bild, das der Dekan von der Natur hat. An zahlreichen Beispielen erläutert er immer wieder, dass die Evolution auch ihre negativen Seiten hat:
Ich weise die Naturenthusiasten beharrlich darauf hin, daß Gammastrahlung, Gravitationskollapse und das Ebolavirus in ebenso hohem Maß Ausdruck für die Größe der Natur sind wie Sonnenuntergänge und Edelweiß, und die Be / wohnbarkeit der Schweiz betrachte ich als einen Triumph des Menschen über die Natur. Eine Natur, die im wesentlichen böse ist.
Dass der Dekan seine eigene innere Natur mit der eigentlich „bösen“ und unbewohnbaren Schweiz vergleicht und ausgiebig darüber zu sprechen beginnt, sieht Spencer im Rückblick als eines der ersten Indizien für die beunruhigenden Geschehnisse, die sich im Laufe der Zeit entwickelt haben, an.
Zur Bewohnbarmachung der Natur gehört in erster Linie die Fähigkeit, mit den Gefahren des Wassers umgehen zu lernen. Schon früh tritt dieses Motiv auf. Spencer bemerkt, dass der Dekan und seine Freunde eine enge Beziehung zum Colorado haben und gern von den alten Zeiten sprechen, in denen er noch nicht bezähmt war und große Schäden anrichten konnte, und es beschäftigt ihn, was alles am Grund der später angelegten Stauseen verborgen ist. Der Dekan weist ihn später darauf hin, dass nicht nur in der Genesis, sondern in zahlreichen Religionen der Sieg einer Gottheit – etwa Marduk – über das Wasser den Beginn einer Weltordnung darstellt. Der siegreiche Gott zieht sich später meist in seinen Wohnsitz auf einem Berg zurück und lässt nicht mehr viel von sich hören. Spencer überträgt dieses Bild auf seinen mächtigen Cousin Derek, der sich ein schlossartiges Anwesen hoch über den Windungen des Colorado errichtet hat und sein Imperium von einem Arbeitszimmer ganz oben im Turm aus regiert. Später, nachdem Derek aus der Welt verschwunden ist, übernimmt Spencer dieses Bauwerk für eine Weile und erlebt dort etwas, was er als schamanistische Reise bezeichnet. Offenbar handelt es sich um ein Drogenexperiment mit Fliegenpilzen, das er nach der von Dr. Chapman empfohlenen Literatur zusammen mit Mary Elizabeth durchführt. Ähnlich wie Chapman im Morphiumrausch erlebt er nun die Auflösung des Zeitbegriffs, analysiert dies aber als Störung des Temporallappens, die eine bekannte Wirkung des Pilzgenusses sei.

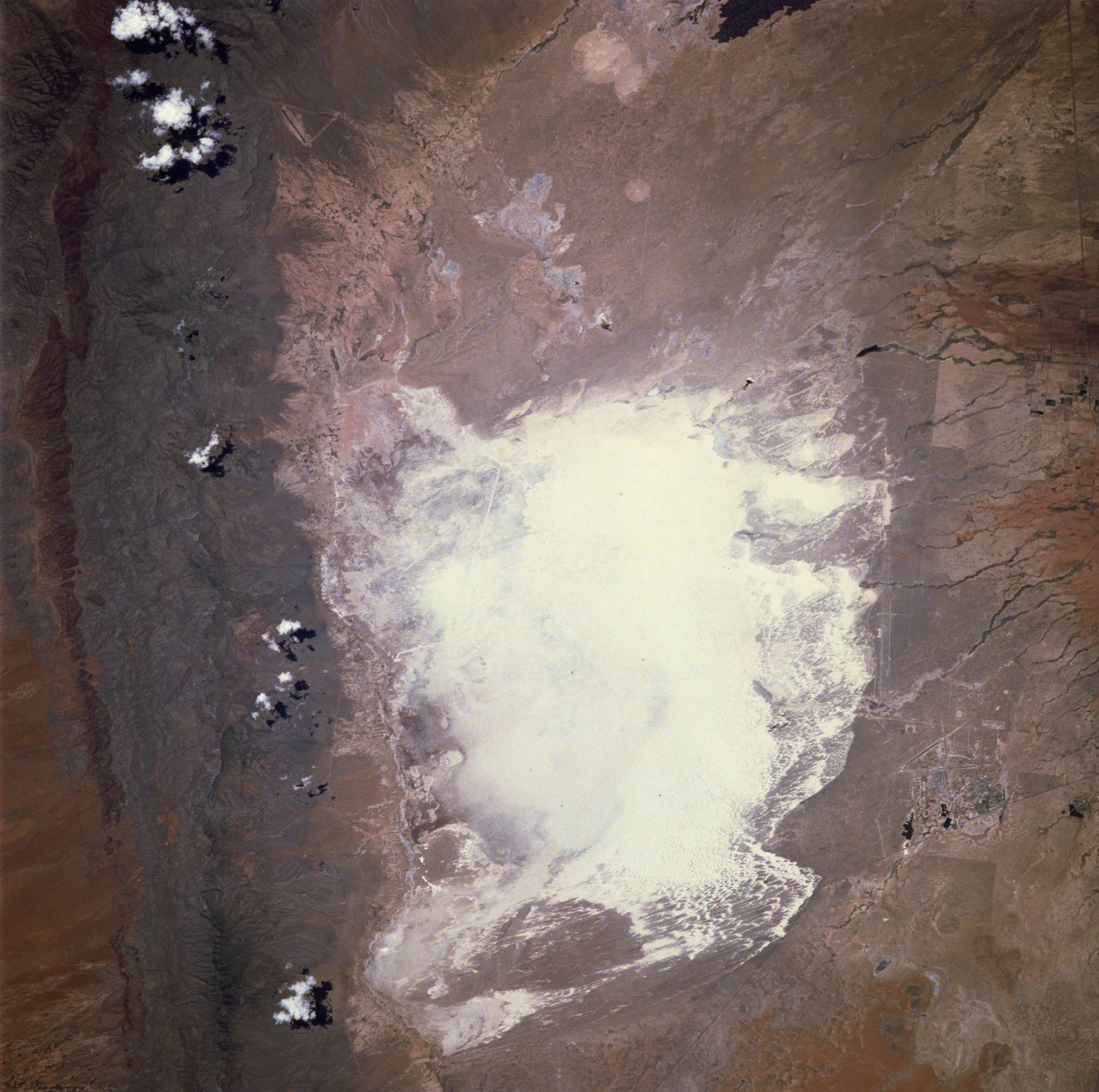
Satellitenaufnahme der Chihuahua-Wüste

Doch Spencers eigentlichem Bild von der Natur entspricht nicht die bewohnbar gemachte Landschaft und das bezähmte Wasser, sondern die ungeheure Wüste, in die er sich zur Abfassung seines Berichtes zurückgezogen hat. Wenn er berichtet, er befände sich hier
in dem großen Leeren, dem großen salzigen Trockenen, dem großen dummen Nichts
und so sehe die Welt großenteils auch aus, so verbindet er die Vorstellung des Dekans von der „bösen“ Welt mit seiner Faszination vom Nichts. Das äußere Bild der Wüste überträgt er am Schluss seines Berichtes auf sein Innenleben – und scheint plötzlich einen Ausweg zu finden:
An einem steilen, dürren Hang aus Nichts, den ich Stunde für Stunde zu erklimmen schien, ein ausgetrocknetes Flußtal […] fand ich plötzlich im Boden der Seele ein Loch, wie in einem alten Brunnen. Und in diesem Brunnen… […] war der Schlaf wie eine Dunkelheit. […] ich trank […] der Schlaf […] rollte über mich hin wie eine Flutwelle, wie eine Überschwemmung / […] Scherte mich nicht darum, wer ich war und wer ich hätte sein können.
Ja. Ich schlief.

### Schlaf und Tod
Mit diesem Satz endet Spencers Bericht. Der Vergleich des Schlafes mit der Flutwelle scheint die frühen, chaotischen Zustände der Welt vor der Ordnung durch einen Gott zu beschwören und der Verzicht auf Individualität und spezielles Schicksal im Schlaf einen primitiven Urzustand zurückzubringen, wie ihn auch die anfangs zitierte Condillacsche Statue vor Gewinn der Erkenntnisfähigkeit und des Erkenntniswillens gehabt haben mag.
Der Schlaf, bekanntlich ein Bruder des Todes, wird jedoch nicht erst am Schluss des Buches thematisiert. Schon in der Morphiumhalluzination Chapmans bezeichnet sich Ingram als „Knabe Morpheus“, und Chapman selbst erklärt rückblickend, er sei in der Zeit nach seiner Verletzung nicht nur bewusstlos, sondern eigentlich tot gewesen.
Bei den Experimenten in der Buchhandlung sowie in dem Buch Geh leise! Sprich nicht mit den Fliegen steht der Abstieg in die Unterwelt, das Reich der Schatten, im Vordergrund – obwohl Chapman es eigentlich mit Nietzsche hält, der ein Weiterleben im Jenseits ablehnt, weil es sich dabei nur um eine ewige Wiederholung handeln könne. Dennoch scheinen ihn die Versuche zu faszinieren. Spencer wiederum erwähnt in seinem Bericht, in der Nähe seines Motels in der Wüste gebe es bei einem alten Autofriedhof eine Öffnung im Boden, einen Abstieg in die Unterwelt, und zahlreiche Menschen seien schon dort gewesen und zurückgekehrt.

## Literarische und biographische Bezüge

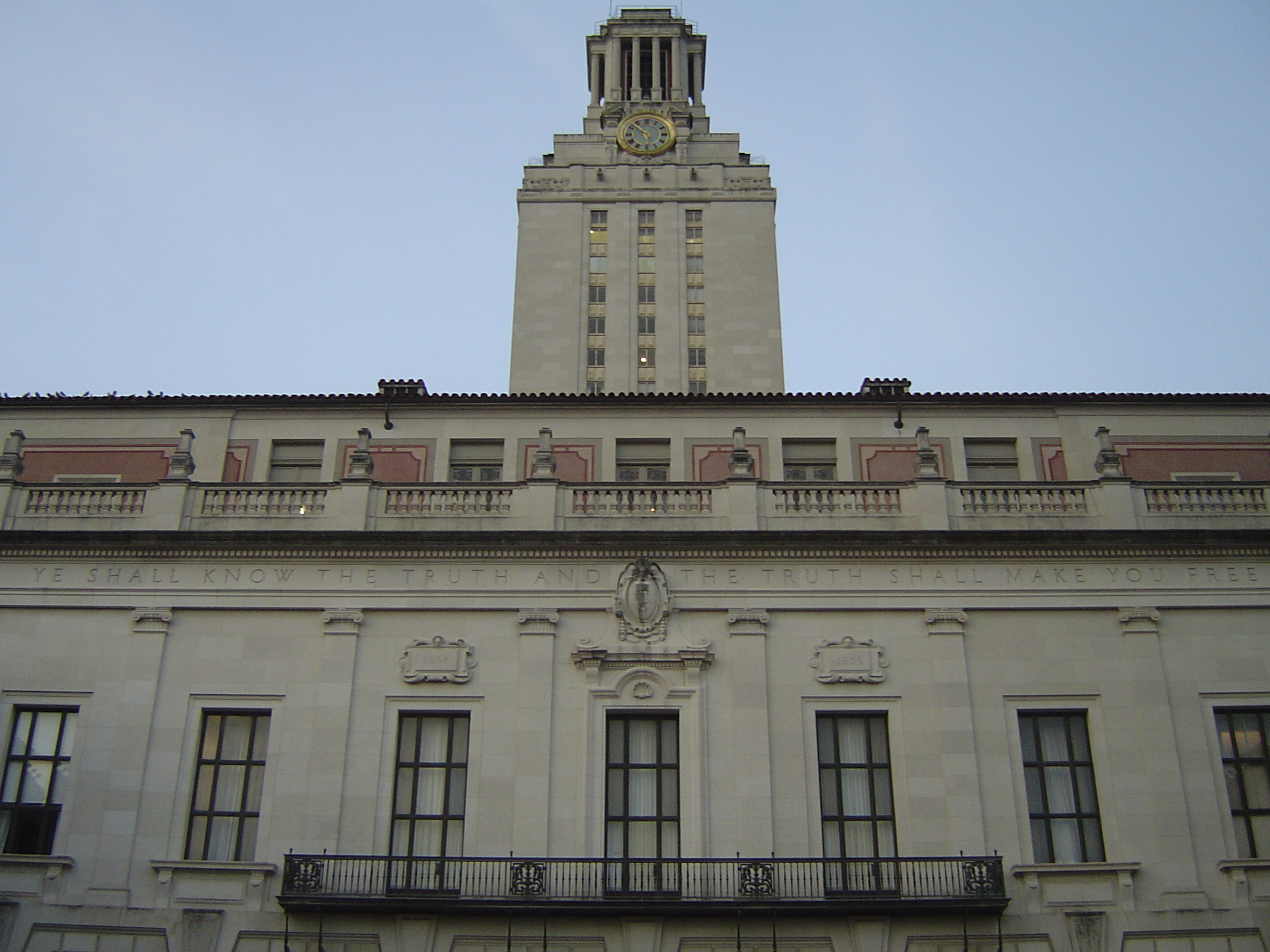
Hauptgebäude der University of Texas mit Inschrift: Ye shall know the truth and the truth shall make you free

Dieses Motiv der Jenseitsreise ist in ähnlicher Form schon in Gustafssons Werk Windy erzählt, das einige Jahre vor dem Dekan erschienen ist und hier ausdrücklich zitiert wird, angelegt. Dort werden die technischen Einzelheiten der modernen texanischen Nekyia von der Friseurin Windy ganz nebenbei im Gespräch mit einem Kunden geschildert; man erkennt darin die Jenseitsreisen der Helden der Odyssee und der Aeneis. Doch nicht nur diese Möglichkeit der Jenseitsreise, auch die Buchhandlung, die Werke Winnicotts und die Figur des Dekans sind in diesem Buch Gustafssons bereits vorhanden.
Gustafsson selbst unterrichtete viele Jahre lang an der University of Texas at Austin und zitiert in Der Dekan neben den bereits genannten Philosophen und anderen Schriftstellern noch zahlreiche weitere; insbesondere die Ingram-Episoden sind reich an literarischen Bezügen.
Unverkennbar spielt immer wieder das Faust-Motiv eine Rolle, wie ja der ganze Roman im Grunde das Wissen-Wollen und das Nicht-wissen-Können sowohl der Figuren als auch der Leser aufzeigt.
In einer Notiz auf einem Vorsatzblatt des Romans, der durchaus auch Züge des Campus Romans aufweist und dessen fiktiver Verfasser einen so spiegelbildlichen Namen trägt wie Nabokovs Humbert Humbert, verwahrt sich der Autor gegen mögliche Versuche, den Dekan etwa als Schlüsselroman zu lesen. Er habe zwar in zwei Dezennien an der Universität fünf Dekane erlebt, der originellste sei Bob King gewesen, der ihn recht eigenmächtig zum Professor ernannt habe, doch könne keine dieser Personen als Urbild der Dekansfigur gesehen werden.

## Kritiken
Bei den Kritikern stieß der Roman häufig wegen seiner eloquenten und witzigen Passagen auf Zustimmung, wegen der fragmentarischen Handlung jedoch auch auf Unverständnis oder Ablehnung.
Martin Krumbholz bescheinigte dem Roman, er sei wunderbar zu lesen, weil das rasante Spiel mit der Uneindeutigkeit den Rezipienten in Atem halte. Auch Ulrich Greiner, der den Roman in der Zeit vom 11. November 2004 rezensierte, fand die Lektüre zwar lohnend und unterhaltsam, beanstandete aber das Verwirrspiel, das Gustafsson mit seinen Lesern treibe. Schlichtweg als literarisches Meisterstück bezeichnete Andreas Dorschel den Dekan. Kurt Flasch richtete seine Aufmerksamkeit auf die Zeit, in der das Buch verfasst wurde, und siedelte es, etwas asymmetrisch freilich, zwischen Vietnam und Irak an. Neben den Überlegungen zu seelischen Kriegstraumata interessierte ihn besonders das witzig behandelte Teufelsmotiv. Die Idee des Verlags, das Buch als Thriller zu vermarkten, hielt Andreas Breitenstein für verfehlt. Er sah in Der Dekan eher einen Thesenroman, dessen Stärke nicht der Plot sei, sondern die essayistischen Einschübe.